# Paga quello che vuoi
Paga quello che vuoi (dall'inglese pay what you want; in acronimo: PWYW), o anche paga quello che ritieni giusto, è un sistema di fissazione del prezzo in cui i compratori possono liberamente scegliere l'ammontare da corrispondere al venditore in cambio di un determinato bene (si parla anche di "prezzo libero"): il prezzo, quindi, può attestarsi su un livello a proprio piacimento che, eventualmente, può scendere anche fino a zero (gratuità). In alcuni casi, può essere prevista una soglia minima di prezzo; a volte esiste l'indicazione di un "prezzo suggerito" quale guida per orientare il compratore; in altri casi, possono essere indicati entrambi.
Poiché il prezzo è libero, nulla impedisce al compratore di scegliere la corresponsione, al venditore, di un ammontare più alto del prezzo standard per il bene.

## Significato
Dare all'acquirente la libertà di scelta del corrispettivo da pagare può sembrare una politica dei prezzi che non ha molto senso per il venditore. Tuttavia, in alcune situazioni, può rappresentare una strategia di successo. Questo perché elimina molti svantaggi dei metodi convenzionali di fissazione del prezzo. Per i compratori, ovviamente, può essere attraente la prospettiva di pagare quello che si desidera, dal momento che, in questo modo, si eliminano le remore legate al timore di acquistare un prodotto che non vale il prezzo esposto, con il relativo rischio di ingenerare una delusione o innescare una reazione successiva, il cosiddetto "rimorso del compratore".
Visto dal lato del venditore, invece, il sistema elimina la difficoltà, e a volte il costo, di stabilire quale sia il prezzo giusto (quest'ultimo, infatti, può essere diverso per i differenti segmenti di mercato a cui l'offerta è rivolta).
Per entrambi gli attori della compravendita, il "prezzo libero" trasforma un conflitto tra soggetti in uno scambio amichevole, e fa fronte al fatto che la sensibilità al prezzo, e la percezione del valore di un bene, variano ampiamente nella platea dei compratori.

### Pay what you can
A volte, si usa l'espressione "Pay what you can" (paga quanto puoi) come se fosse un sinonimo, ma quest'ultimo sistema è più spesso orientato a usi caritatevoli o di utilità sociale: il paga quanto puoi si basa soprattutto sulla capacità di pagare, mentre il paga quanto vuoi è spesso più orientato al valore percepito in combinazione con la volontà e la capacità di pagare.

## Caratteristiche
Nel libro Smart Pricing, si suggerisce che i programmi del tipo pay what you want, per avere successo, devono avere certe caratteristiche:
1. Un prodotto con bassi costi marginali
2. Un compratore imparziale
3. Un prodotto che possa essere venduto in maniera credibile a un largo intervallo di prezzi
4. Un forte rapporto tra venditore e compratore
5. Un mercato molto competitivo.

Mentre le utilizzazioni pratiche del pay what you want sono rimaste principalmente ai margini dell'economia, o riservate a speciali promozioni, stanno emergendo tentativi di espandere la sua utilità a un uso più ampio e regolare.

## Storia e usi commerciali

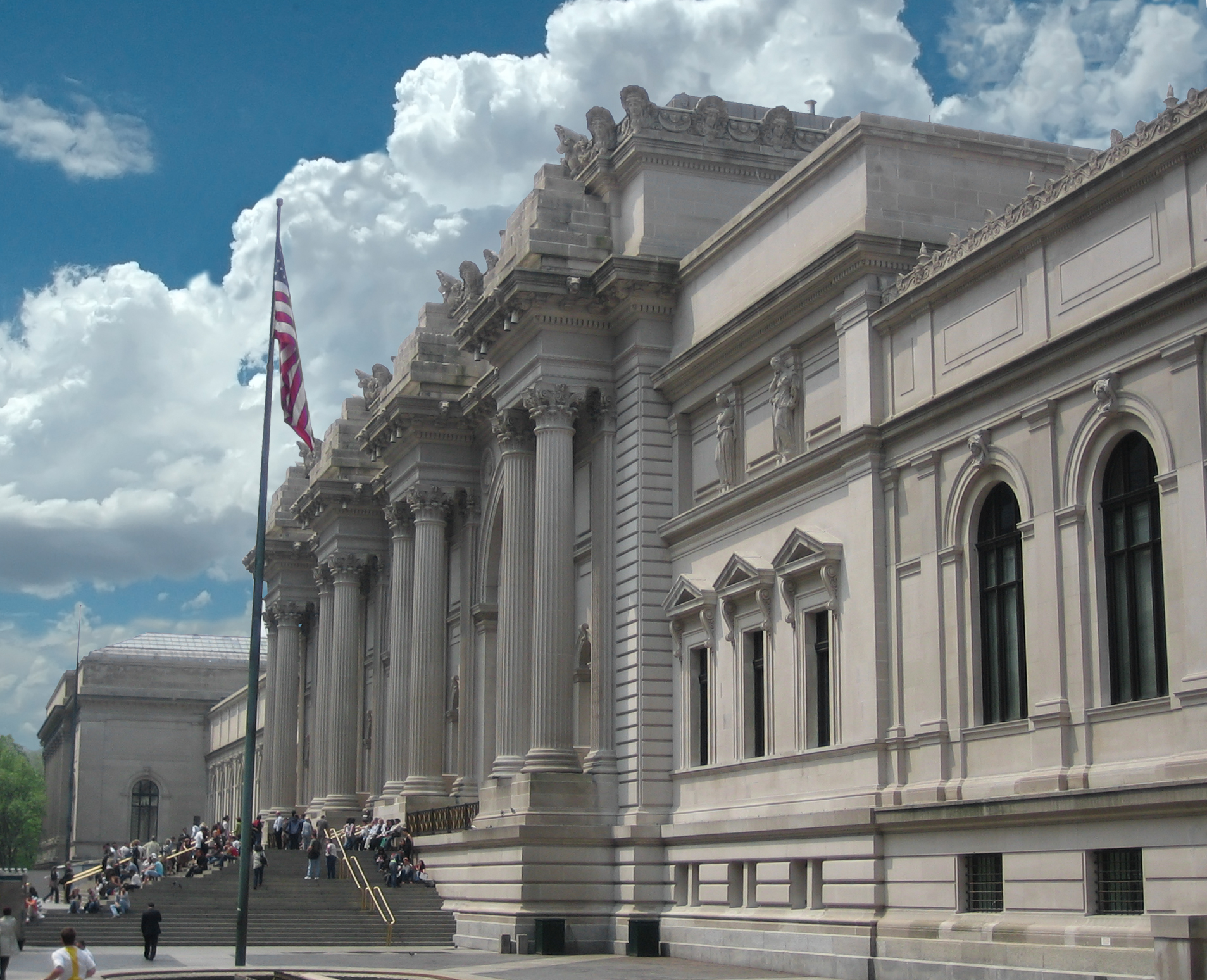
Il MET di New York, il cui ingresso è regolato dal pay what you want

Il sistema del "paga quanto vuoi" esiste da molto tempo ai margini dell'economia, come nel caso delle mance o delle offerte agli artisti di strada, ma anche come forma di donazione a enti di beneficenza, ma col tempo ha cominciato a guadagnarsi spazi più ampi di interesse. Vi è il caso dei teatri che hanno iniziato a usarlo per alcune serate, e se ne è diffuso l'uso anche nei ristoranti, almeno da quando è usato per One World Everybody Eats, fondato nel 2003 a Salt Lake City. Il ristorante è ora gestito da un gruppo non profit che chiede agli avventori di pagare almeno 4 dollari statunitensi per gli antipasti.
Una maggiore spinta all'attenzione verso il fenomeno si è avuta nell'ottobre 2007, quando i Radiohead distribuirono il loro settimo album, In Rainbows, come download digitale dal loro sito web.
In seguito, l'offerta di musica o video giochi a un prezzo a scelta dell'acquirente ha conosciuto ulteriori episodi.
Un esempio celebre di una politica dei prezzi basata sulla volontà del cliente è quella del servizio culturale offerto dal Metropolitan Museum of Art di New York City: il ticket di ingresso per l'accesso alle esposizioni del MET è corrisposto su base volontaria, essendo accettabile anche il pagamento di un solo penny, anche se la direzione del MET consiglia una somma indicativa di 25 dollari statunitensi a persona.
Lo schema del pay what you want è anche strettamente associato al fenomeno del crowdfunding.

## Aspetti economici
Dopo l'esperimento dei Radiohead, ricercatori nel campo dell'economia hanno dato vita una grande quantità di studi, con particolare attenzioni agli aspetti economici comportamentali del sistema: cosa motiva i compratori a pagare un prezzo superiore allo zero, e come possono i venditori essere in grado di strutturare il processo per ottenere livelli desiderabili per i prezzi? Uno dei primi studi del genere fu pubblicato da Kim e collaboratori nel gennaio 2009.
Come messo in rilievo dallo studio il pay what you want è una forma di “sistema dei prezzi partecipativo”, nel quale il compratore partecipa nella decisione di fissazione del prezzo. Può anche essere vista come una forma partecipativa di differenziazione del prezzo.
Mentre alcuni usi della differenziazioni dei prezzi hanno generato reazioni negative (incorrendo perfino in divieti legali), la natura partecipativa del pay what you want evita, in maniera radicale, la percezione di iniquità associata a discriminazioni dei prezzi imposte (o perfino nascoste): in questo caso, infatti, è il compratore stesso a decidere il prezzo e non il venditore a imporlo.
Uno studio ha cercato di quantificare il valore aggiunto significativo derivante dalla previsione di un contributo di beneficenza quale componente del pay what you want, quale sistema per accrescere la disponibilità del compratore a pagare. Lo studio ha riscosso un certo interesse mediatico nel 2010.

## Forme migliorate
Sono stati compiuti degli sforzi per aumentare i benefici del "paga quanto puoi", rendendo questo modello di business più utile e redditizio per i venditori, pur mantenendone intatto l'intrinseco fascino per l'acquirente.
Uno di questi tentativi consiste nell'aggiungere una componente caritatevole, decisa dal compratore, per incrementarne ulteriormente la disponibilità a pagare: si tratta di qualcosa di analogo a quanto oggetto del già citato studio del 2010.
Un altro miglioramento è un processo espanso, chiamato Fair Pay What You Want (FairPay), che sposta lo scopo da una visione focalizzata su una singola transazione, a una relazione continuativa basata su una serie di transazioni. In questo sistema viene tenuta traccia delle reputazioni dei singoli compratori nel pagare equamente (secondo la valutazione del venditore) e la reputazione così acquisita dal cliente viene usata per decidere quali ulteriori offerte indirizzare a quel singolo compratore. In questo modo si cerca di incentivare l'equa determinazione del prezzo da parte del cliente (il quale può preservare la buona reputazione ottenuta godendo del vantaggio di essere scelto come destinatario di ulteriori offerte) e per permettere ai venditori di limitare il rischio su ciascuna transazione, basandosi proprio sulla reputazione del compratore.